# Kadoka (Dél-Dakota)
Kadoka település az Amerikai Egyesült Államok Dél-Dakota államában, Jackson megyében, melynek megyeszékhelye is. Lakosainak száma 543 fő (2020. április 1.).

## Népesség
A település népességének változása:

| 2010 | 654 |
| 2020 | 543 |